# Paul Kühmstedt
Paul Kühmstedt (* 29. November 1908 in Ulm; † 25. November 1996 in Ulm) war ein deutscher Komponist, Dirigent und Musiker.

## Leben
Die ersten Kontakte mit Musik bekam er über seinen Vater und später im Violinunterricht bei Maier sowie im Klavier- und Orgelunterricht bei Bäuerle in Ulm. Von 1925 bis 1929 absolvierte er sein Musikstudium an der Staatlichen Akademie in München bei Eduard Bach, Klavier, Hugo Röhr, Dirigieren, und Karl Pottgieser sowie Fritz Müller-Prem, Komposition. Nach seinem Studium wirkte er zunächst als Korrepetitor und Kapellmeister am Stadttheater Memmingen, Theater Ulm (unter Herbert von Karajan) und in Kaiserslautern. Während der Sommermonate war er Dirigent beim Kurorchester in Bad Tölz. Ab 1934 betätigte er sich als freischaffender Komponist, Musiklehrer und Chordirigent in Heidenheim an der Brenz. Der Militärdienst von 1939 bis 1945 brachte ihn in die Niederlande und nach Frankreich. Nach dem Krieg bis 1948 war er Arrangeur und Leiter der Stuttgarter Operette und des Kammerorchesters in Heidenheim. Über Biberach an der Riß, wo er von 1952 bis 1968 Musikdirektor war, kam Kühmstedt nach Ulm zurück. Von 1954 bis 1975 war er Dirigent der Stadtkapelle Ulm-Söflingen. Von 1968 bis 1974 war er gleichfalls Dirigent der Ulmer Knabenmusik, der heutigen Jungen Bläserphilharmonie Ulm. 1975 bis 1977 dirigierte er die Stadtkapelle Laupheim.

## Werke

### Werke für Blasorchester
- 1953/1962 Comedietta
  1. Froher Auftakt
  2. Lyrisches Intermezzo
  3. Burleske
  4. Capriccio
- 1956/1968 Musik über ein altes Soldatenlied
- 1956 Symphonie für Blasorchester
- 1957 Reflexionen
- 1963 Symphonische Musik
- 1967/1973 Ballade für Klavier und Blasorchester
- 1970 Dorisches Klangspiel - Invention
- 1973 Präludium und Fuge
- 1973 Tagebuchblätter Suite
  1. Zuspruch
  2. Elegie
  3. Ländler
  4. Finale
- 1975 Ouverture Capricieuse
- 1976 Bläserstudie Nr. 1
- 1977 Bläserstudie Nr. 2
- 1978 Variationen über "Winter ade"
- 1978 Tanzvisionen Burleske Suite
  1. Der Dandy
  2. Der Übermütige
  3. Pierrot und Pierrette
  4. Springinsfeld
- 1979 Prelude pastorale
- 1981 Kommt ihr G'spielen - Capriccio für Bläser und Schlagwerk, Chor ad lib
- 1984 Deutsche Bläsermesse für gemischten Chor und Blasorchester
- 1985 Humoreske für Tuba und Blasorchester
- 1987 Duranand Scherzo über 3 Schwobaliadla
- 1990 Alleweil ein wenig lustig
- Aufsteigender Tag Lyrische Skizze
- Abenddämmerung für Posaune-Solo und Blasorchester
- Buffalo Bill Dixieland-Konzertmarsch
- Danksagung an die Musik
- Vorspiel zu "Der Rosengarten"
- Gebet
- Global Variations
- Gloriola
- Heitere Bläsermusik
  1. Marsch
  2. Melodie
  3. Menuett
  4. Schluss-Galopp
- Intermezzo amoroso für Saxophon-Solo und Blasorchester
- Kleine Suite
  1. Intrade (Fanfare)
  2. Menuett
  3. Gavotte
  4. Polacca
- Landsknechtslied
- Ouvertüre zu dem Märchenspiel "Der Binsenmichel"
- Trompeten Rock für Solo-Trompete und Blasorchester
- Ulmer Jugend - Intermezzo
- Vorspiel zu dem Märchenspiel "Prinzessin Amaranth" aus Frau Holle
- Weekend Serenade

### Werke für Akkordeon-Orchester
- 1955 Musik für doppelchöriges Akkordeon-Orchester und Schlagzeug
  1. Mäßig schnell
  2. Ruhig fließende Viertel, ausdrucksvoll
  3. Sehr lebhaft
- 1972 Habanera & Malagueña - Spanische Ballettszene
- 1980 Aphorismen und Marsch
- 1980 Drei Impressionen
  1. Marsch
  2. Vieille Chanson
  3. Burleske
- Triptychon für Akkordeonorchester, Elektronium und Schlagzeug
  1. Präludium und Fuge
  2. Episoden
  3. Finale
- Musik No. 2 für doppelchöriges Akkordeon-Orchester und Schlagwerk
  1. Molto a tempo
  2. Moderato assai
  3. Allegro vivace